# 2007 en photographie
| Années de la photographie : 2004 - 2005 - 2006 - 2007 - 2008 - 2009 - 2010    |
| Décennies de la photographie : 1970 - 1980 - 1990 - 2000 - 2010 - 2020 - 2030 |

Cet article présente les faits marquants de l'année 2007 en photographie.

## Événements
- Ouverture au public de la Maison de Nicéphore Niépce à Saint-Loup-de-Varennes en France dans le département de Saône-et-Loire ; elle est labellisée Maison des Illustres.
- Création de la maison d'édition française Light Motiv spécialisée en photographie, basée à La Madeleine près de Lille.
- L'agence de presse photographique française Editing, créée à Lyon en 1988, cesse ses activités.

## Livres de photographie
- Burk Uzzle, Just add water, Five Ties Publishing  (ISBN 0-97771-936-7).

## Études, essais, articles
- André Gunthert et Michel Poivert (dir.), L'Art de la photographie, Paris, éditions Citadelles & Mazenod (coll. « L'art et les grandes civilisations », no  37), 619 p.  (ISBN 978-2-85088-440-5)[1],[2].

## Expositions
- 19 janvier - 29 avril :  Martin Munkácsi. Think While You Shoot!, International center of photography, New York.

puis 12 mai - 16 septembre, Museum of modern art, San Francisco.
- 29 janvier - 17 juin : Objectif photoreportage : Pierre Izard, Erling Mandelmann, Claude Huber,  Musée historique, Lausanne.
- 30 janvier - 8 avril : Viva, 1972-1982, Jeu de paume, Hôtel de Sully, Paris[4].
- 8 février - 8 avril : Voir pour savoir : quand "Le Miroir" racontait la Grande guerre, Palais du Tau, Reims[5].
- 21 février - 1er avril 2007 : L'Orient des photographes arméniens, Institut du monde arabe, Paris[6],[7].
- 21 février - 17 septembre : Avions, ballons, pigeons... Petites histoires de la photographie aérienne en Suisse, Musée suisse de l'appareil photographique, Vevey.
- 14 mars - 3 juin : Trash : Bruno Mouron, Pascal Rostain, Maison européenne de la photographie, Paris[8].
- 27 mars - 1er juillet : Atget, une rétrospective, Bibliothèque nationale, Paris. Puis 28 septembre 2007 - 6 janvier 2008 : Martin-Gropius-Bau, Berlin.
- 20 avril - 27 mai : Gladys : table des matières 1980-2007, Galerie du Château d'eau, Toulouse.
- 27 avril - 30 septembre : Willy Maywald : le Pari(s) de la création, photographies 1931-1955, Musée Carnavalet[9].
- 24 mai - 5 août : Izis à travers les archives photographiques de Paris Match, Maison de la photographie Robert-Doisneau, Gentilly.
- 18 août - 11 novembre : Eduard Spelterini. Fotografien des Ballonpioniers, Museum im Bellpark, Kriens[10].
- 1er septembre - 26 novembre : Valérie Belin. Photographies 1996-2006, Huis Marseille Museum for Photography, Amsterdam

puis 9 avril - 8 juin 2008 : Maison européenne de la photographie, Paris ; 6 novembre 2008 - 4 janvier 2009 : Musée de l'Élysée, Lausanne.
- 15 septembre - 6 janvier 2008 : The Art of Lee Miller, Victoria and Albert Museum, Londres[12].

puis 21 octobre 2008 - 4 janvier 2009 : L'art de Lee Miller, Galerie nationale du Jeu de paume, Paris.
- 27 octobre - 10 février 2008 : La photographie timbrée : l'inventivité visuelle de la carte postale photographique. À travers les collections de cartes postales de Gérard Lévy, Peter Weiss, Fotomuseum, Winterthur[14].

puis 3 mars 2008 - 18 mai 2008 Jeu de paume, Paris ; 18 juillet - 21 septembre 2008 Musée Folkwang, Essen.
- 30 octobre - 13 janvier 2008 : Camera obscura : premiers portraits au daguerréotype, 1841-1851, Musée du Quai Branly, Paris, dans le cadre de la biennale Photoquai[15].
- 14 novembre - 2 mars 2008 : Rodin et la photographie, Musée Rodin, Paris[16].
- 16 novembre - 27 janvier 2008 : Robert Adams : time passes, Fondation Cartier pour l'art contemporain, Paris[17].
- 4 décembre - 17 février 2008 : Résonances I. Photographier après la guerre. France-Allemagne, 1945-1955, Jeu de paume, Paris[18].
- 15 décembre - 16 mars 2008 : Bonnard photographe, Bonnard photographié, Espace Pierre-Bonnard, Le Cannet.

## Festivals et congrès photographiques
- 16 - 19 mai : 105e congrès de la Fédération photographique de France à Hénin-Beaumont.
- juin - juillet : 10e édition de PHotoEspaña à Madrid[19].
- 3 juillet - 16 septembre : 38es Rencontres de la photographie d'Arles[20].
- 1er - 16 septembre : Visa pour l'image à Perpignan.
- 3 - 7 octobre : premier Salon de la photo de Paris[21].
- 30 octobre - 25 novembre : première édition de la biennale Photoquai, organisée par le Musée du Quai Branly à Paris, consacrée à la photographie non occidentale[22].
- 24 novembre - 23 décembre : 7es Rencontres africaines de la photographie à Bamako au Mali ; thème : Dans la ville et au-delà[23],[24].

## Prix et récompenses
- Prix Niépce : Bertrand Meunier
- Prix Nadar : Gilles Mora, The last photographic heroes : la photographie américaine de 1958 à 1981, Paris, Le Seuil, coll. « L'œuvre photographique », 190 p. •  (ISBN 978-2-02-093138-0).
- Prix Arcimboldo : Alain Delorme.
- Prix Henri-Cartier-Bresson : Jim Goldberg.
- Prix Marc Ladreit de Lacharrière – Académie des beaux-arts : Malik Nejmi pour son projet L'Ombre de l’enfance[25].
- Prix HSBC pour la photographie : Julia Fullerton-Batten et Matthew Pillsbury.
- Prix Bayeux-Calvados des correspondants de guerre : Mahmud Hams (Agence France-Presse)
- Prix Roger-Pic : Cédric Martigny pour sa série intitulée Le foyer.
- Bourse Canon de la femme photojournaliste : Axelle de Russé.
- Prix Picto de la jeune photographie de mode : Jaïr Sfez.
- Création du Prix Tremplin Photo de l'EMI : Pierre Morel.
- Prix Voies Off : Mohamed Bourouissa.
- Prix Erich-Salomon : Letizia Battaglia.
- Prix culturel de la Société allemande de photographie : Sarah Moon et Robert Delpire.
- Prix Oskar-Barnack : Julio Bittencourt.
- Prix Hansel-Mieth : Hienz Heiss (photographie) et Christine Keck (texte).
- Prix national de portrait photographique Fernand-Dumeunier : Sophie Langohr
- Prix Paul-Émile-Borduas : Rober Racine.
- Prix du duc et de la duchesse d'York : Scott Walden.
- Prix national de la photographie (Espagne) : Manuel Vilariño.
- Prix Ansel-Adams : Wilbur Mills.
- Prix W. Eugene Smith : Stephen Dupont.
- Prix Pulitzer
  - Prix Pulitzer de la photographie d'article de fond (Pulitzer Prize for Feature Photography) : Renée C. Byer du The_Sacramento_Bee pour son reportage photo A Mother's Journey.
  - Prix Pulitzer de la photographie d'actualité (Pulitzer Prize for Breaking News Photography) : Oded Balilty (en) d'Associated Press, pour sa photographie d’une femme juive affrontant des forces de sécurité israéliennes qui enlèvent des occupants illégaux de la rive ouest.
- Prix Robert Capa Gold Medal à John Moore, Getty Images, pour L'Assassinat de Benazir Bhutto.
- Prix Inge-Morath : Olivia Arthur (en).
- Infinity Awards
  - Prix pour l'œuvre d'une vie : Lee Friedlander.
  - Prix Cornell-Capa : Milton Rogovin.
  - Prix de la publication Infinity Award : Jean Baudrillard et Tendance floue, Sommes-nous ?, Paris, J. di Sciullo, 2006.
  - Infinity Award du photojournalisme : Christopher Morris.
  - Infinity Award for Art : Tracey Moffatt.
  - Prix de la photographie appliquée : Gap.
- Lion d'or de la 52e Biennale de Venise : Malick Sidibé[26].
- Prix Higashikawa :
  - Photographe japonais : Kunie Sugiura.
  - Photographe étranger : Manit Sriwanichpoom (en).
  - Photographe espoir : Masako Imaoka.
  - Prix spécial : Hiroyuki Yamada.
- Prix Kimura Ihei : Atsushi Okada et Rieko Shiga.
- Prix Ken-Domon : Ikuo Nakamura.
- Prix de photographie de Sagamihara : Hiroshi Watanabe
- World Press Photo of the Year : Spencer Platt pour le cliché d'une rue de Beyrouth dévastée lors de bombardements israéliens pendant l'été 2006[27].
- Médaille du progrès de la Royal Photographic Society : Larry Hornbeck.
- Centenary Medal de la Royal Photographic Society : Don McCullin.
- Prix international de la Fondation Hasselblad : Nan Goldin.
- Prix suédois du livre photographique : (sv) Sune Jonsson, Och tiden blir ett förunderligt ting  [Et le temps devient une chose merveilleuse], Umeå, Västerbottens läns hembygdsförbund, coll. « Acta Bothniensia occidentalis » (no 27), 2007, 175 p. (ISBN 9789197382274).
- Prix Lennart-Nilsson : Felice Frankel (en) (université Harvard et Massachusetts Institute of Technology)
- Prix Lennart af Petersens : Per Skoglund (sv).

## Décès
- 29 janvier : Didier Lefèvre, photojournaliste français, né le 14 juillet 1957.
- 1er mars : Joel Brodsky, photographe américain, né le 7 octobre 1939.
- 15 mars : Michel Thersiquel, photographe français, né le 23 juin 1944.
- 17 mai : Francine Gagnon, photographe québécoise, née le 1959.
- mai : Pia Arke, artiste visuelle et photographe groenlandaise, née le 1er septembre 1958.
- 22 juin : Bernd Becher, photographe allemand, né le 20 août 1931.
- 26 juin : Lucien Hervé (László Elkán), photographe d'architecture français d'origine hongroise, connu pour sa collaboration avec Le Corbusier dont il était le photographe attitré, né le 7 août 1910.
- 6 juillet : Marc Lacroix, photographe français, né en 1927.
- 7 juillet : John Szarkowski, photographe et conservateur de musée américain, conservateur pour la photographie au Museum of Modern Art (MoMA) de New York, né le 18 décembre 1925.
- 14 avril : Juliette Lasserre, photographe et traductrice littéraire germano-suisse, née le 14 avril 1907.
- 5 août : Janine Niépce, photographe photo-journaliste française, née le 12 février 1921.
- 17 août : Jean Chamoux, photographe français, né le 14 mars 1925.
- 11 septembre : Yvette Troispoux, photographe française, née le 1er juin 1914.
- 27 septembre (tué lors d'un reportage sur les manifestations politiques en Birmanie) : Kenji Nagai, photojournaliste japonais, né le 27 août 1957 .
- 5 octobre : Alexandra Boulat, photojournaliste française, cofondatrice de l'Agence VII, née le 2 mai 1962.
- 15 octobre : Édouard Levé, photographe et écrivain français, né le 1er janvier 1965.
- 24 novembre : Jack Welpott, photographe américain, né le 27 avril 1923.
- 1er novembre : Jean Suquet, écrivain, poète et photographe français, né le 22 juin 1928.
- 10 décembre : Kineo Kuwabara, photographe japonais, né le 10 décembre 1913.

## Célébrations
Centenaire de naissance
- Maurice Bonnet
- Léon Bouzerand
- Lola Álvarez Bravo
- Rosemarie Clausen
- Maurice Cloche
- Tošo Dabac
- Gabriel Figueroa
- Rémy Duval
- Toni Frissell
- Vladimir Grebnev
- Kōrō Honjō
- Masao Horino
- Menno Huizinga
- Ryōsuke Ishizu
- Oleg Knorring
- George Platt Lynes
- Dora Maar
- Robert Manson
- Herbert Matter
- Lee Miller
- Yonetarō Murata
- Carl Mydans
- Julia Pirotte
- Władysław Sławny
- Hans Steiner
- Sergueï Strounnikov
- Yoshio Watanabe

Centenaire de décès
- Louise Abel
- Ottomar Anschütz
- Edmond Bénard
- Victor Franck
- Auguste Maure
- Achille Quinet
- Ludovico Tuminello

Bicentenaire de naissance
- Louis-Jean Delton
- Rémy Duval
- Alessandro Duroni
- Ukai Gyokusen
- Noël Paymal Lerebours
- Louis Cyrus Macaire
- François-René Moreaux
- Giacomo Rossetti
- Joseph Petzval